# Premio Podestá
Premios Podestá es un premio argentino, entregado por la Asociación Argentina de Actores y Actrices,el Premio Podestá es el reconocimiento a la Trayectoria de los actores. El nombre del Premio es un homenaje a la familia Podestá, los célebres Hermanos Podestá, precursores de la historia teatral en Argentina y Uruguay.
El premio no se basa en la competencia, sino en el reconocimiento directo a la obra de los artistas que en su carrera han realizado un importante aporte a la cultura y al espectáculo. Los Premios Podestá son celebrados desde 1991 por la Asociación Argentina de Actores y desde hace 25 años, el Senado de la Nación Argentinahace entrega de un diploma de honor a los actores que reciben la preciada estatuilla, creada y realizada por el maestro escultor Antonio Pujia.